# Négede

Bandeira do Sultanato do Négede (1921)

O Négede, também chamado Nejd ou Najd (em árabe, نجد‎, Naǧd, literalmente "serra", "terra alta"), é a região central da península Arábica. Corresponde a um planalto com elevações entre 762 e 1525 m acima do nível do mar. A porção oriental da região é habitada por beduínos. A cidade mais importante da região do Négede é Riade, capital da Arábia Saudita.
Hoje parte da Arábia Saudita, a região do Négede já foi um estado independente, em dois momentos da história, sob os nomes de Sultanato do Négede e do Emirado do Négede.

O Négede já havia existido politicamente, anteriormente, como um emirado ("Emirado do Négede", que existira oficialmente entre 1824 e 1891, e constituíra o que seria conhecido como "segundo estado saudita").